# 室蘭八幡宮
室蘭八幡宮（むろらんはちまんぐう）は、北海道室蘭市にある神社（八幡宮）。旧社格は県社。1874年（明治7年）に漂着したクジラを売った代価を神社の造営費用に充てたことから「鯨八幡」と呼ばれた。境内にあるソメイヨシノは室蘭市の標本木になっている。

## 祭神
- 誉田別尊（ほんだわけのみこと）
- 保食神（うけもちのかみ）[2][3]
- 琴平神（ことひらのかみ）[2][4]

## 歴史
- 1869年（明治2年）：8月15日 (旧暦)に「室蘭郡支配総鎮守神社」として函館八幡宮より分霊を奉斎し、市内崎守町の現崎守神社に創立[5]。
- 1875年（明治08年）：琴平神・保食神を合祀して現在地に遷座、「郷社八幡神社」と奉称。
- 1911年（明治44年）：東宮（後の大正天皇）が訪問し、松を手植え。
- 1915年（大正04年）：神饌幣帛料供進神社に指定。
- 1922年（大正11年）：摂政宮（後の昭和天皇）が訪問し、水松（イチイ）を手植え。
- 1924年（大正13年）：県社に昇格。
- 1938年（昭和13年）：社殿造営竣功。
- 1945年（昭和20年)   :  国幣小社への昇格が内定していたが、終戦のため実現しなかった。
- 1946年（昭和21年）：宗教法人設立。
- 1952年（昭和27年）：「室蘭八幡宮」と奉称。
- 1968年（昭和43年）：南参道改修工事竣功。
- 1992年（平成04年）：表参道、車参道改修工事竣功。

## 摂末社
- 室蘭招魂社
- 室蘭三吉神社

## 祭事
- 例大祭
  - 毎年8月14日から3日間の日程で開かれ、宵宮祭（14日）、本祭（15日）、御鳳輦渡御（16日）が行われる。また、協賛行事として市内中央町で『大浜町祭』も開かれ、「むろらん裸みこし」（14日）、「納涼盆踊り」（15日）が行われて露店が軒を連ねる。

## 文化財
- 室蘭神楽（室蘭市指定民俗文化財）[6]
  - 新潟県三条市伝承の「三条神楽」が伝播。「鯨神の舞」（げいしんのまい）は日本国内でも珍しいクジラが登場する神楽で[7]、「鯨八幡」の由緒を神楽に仕立て創作したが、当初は不評でほとんど上演されず衰退した[7]。1990年（平成2年）に平成の御大典の記念事業として室蘭神楽保存会が復活を計画、焼失した鯨頭（くじらがしら）などの小道具類を製作して「五穀撒の舞」（ごこくちらしのまい）を基本に振り付けをした[7]。そして同年8月14日、およそ60年ぶりに復活上演した[7]。

## 参考資料
- “ふるさと室蘭ガイドブック” (PDF).  室蘭市. 2017年7月8日閲覧。